# Clelea variata
Clelea variata es una especie de polilla de la familia Zygaenidae.
Fue descrita científicamente por Swinhoe en 1892.